# Cristian Tănase
Cristian Tănase (Pitești, 18 februari 1987) is een Roemeens voetballer die bij voorkeur als vleugelspeler speelt. Hij tekende in 2009 bij Steaua Boekarest. Hij komt ook uit voor het Roemeens voetbalelftal.

## Clubcarrière

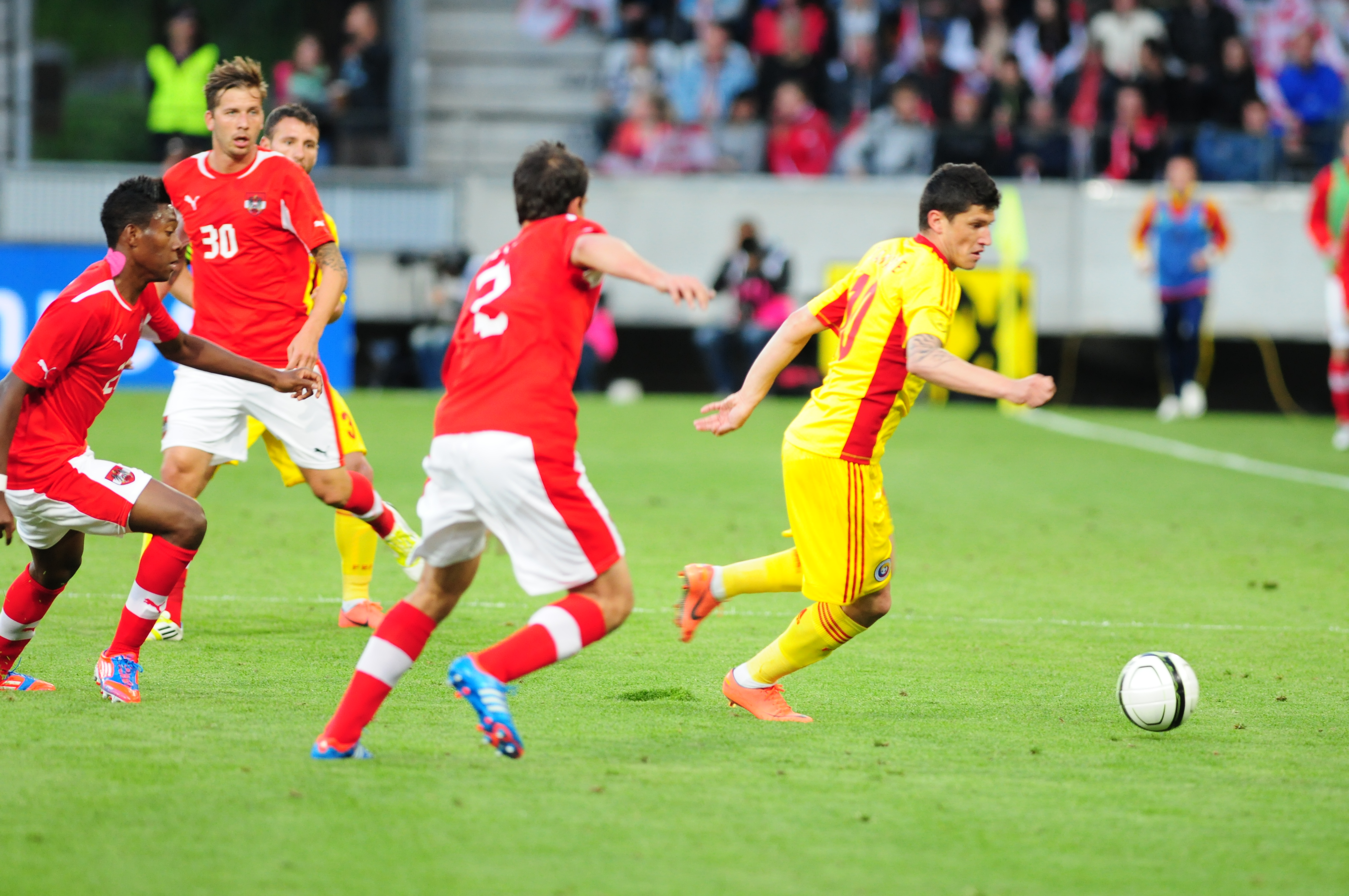
Tănase spelend voor het nationale elftal in 2012

Tănase komt uit de jeugdopleiding van Argeș Pitești. Hij maakte zijn profdebuut in 2003. In 2006 leende Argeș Pitești Tănase uit aan CS Mioveni, waar hij vijf wedstrijden speelde. Op 6 augustus 2009 tekende de vleugelspeler een vijfjarig contract bij de Roemeense topclub Steaua Boekarest. Op 13 december 2009 scoorde hij zijn eerste doelpunt voor Steaua Boekarest tegen Internațional Curtea de Argeș. Sindsdien speelde de Roemeens international meer dan 100 competitiewedstrijden voor de hoofdstedelingen.

## Interlandcarrière
Op 19 november 2008 debuteerde Tănase in het shirt van Roemenië in een vriendschappelijke wedstrijd tegen Georgië. Op 1 april 2009 scoorde hij zijn eerste doelpunt voor Roemenië tegen Oostenrijk. Op 15 november 2011 maakte Tănase zijn tweede interlanddoelpunt tegen Griekenland. Op 27 januari 2012 scoorde hij twee doelpunten in de 4-0 winst tegen Turkmenistan. Op 6 februari 2013 scoorde de vleugelspeler het openingsdoelpunt in een met 3-2 gewonnen oefeninterland tegen Australië in het Spaanse Málaga.

## Erelijst
Steaua Boekarest
- Roemeens landskampioen

2012/13, 2013/14, 2014/15
- Roemeense Supercup:

2013
- Roemeense beker

2010/11, 2014/15
- Roemeense League Cup

2014/15
1 Straton ·
2 Crețu ·
3 Panțîru ·
4 Miron ·
5 Simion ·
6 Haruț ·
7 Coman ·
8 Filip ·
9 Vukušić ·
10 Tănase  ·
11 Moruțan ·
12 Udrea ·
16 Nedelcu ·
17 Cristea ·
18 Soiledis ·
20 Vînă ·
21 Buziuc ·
23 Ov. Popescu · 
24 Ion · 
25 Perianu · 
26 Oaidă · 
27 Olaru ·
28 Pantea ·
32 Târnovanu ·
33 Radunović ·
37 Oct. Popescu ·
39 Moldovan ·
40 Fulga ·
89 Șut ·
92 Niță ·
99 Vlad ·
Coach: Petrea